# Marienhafe

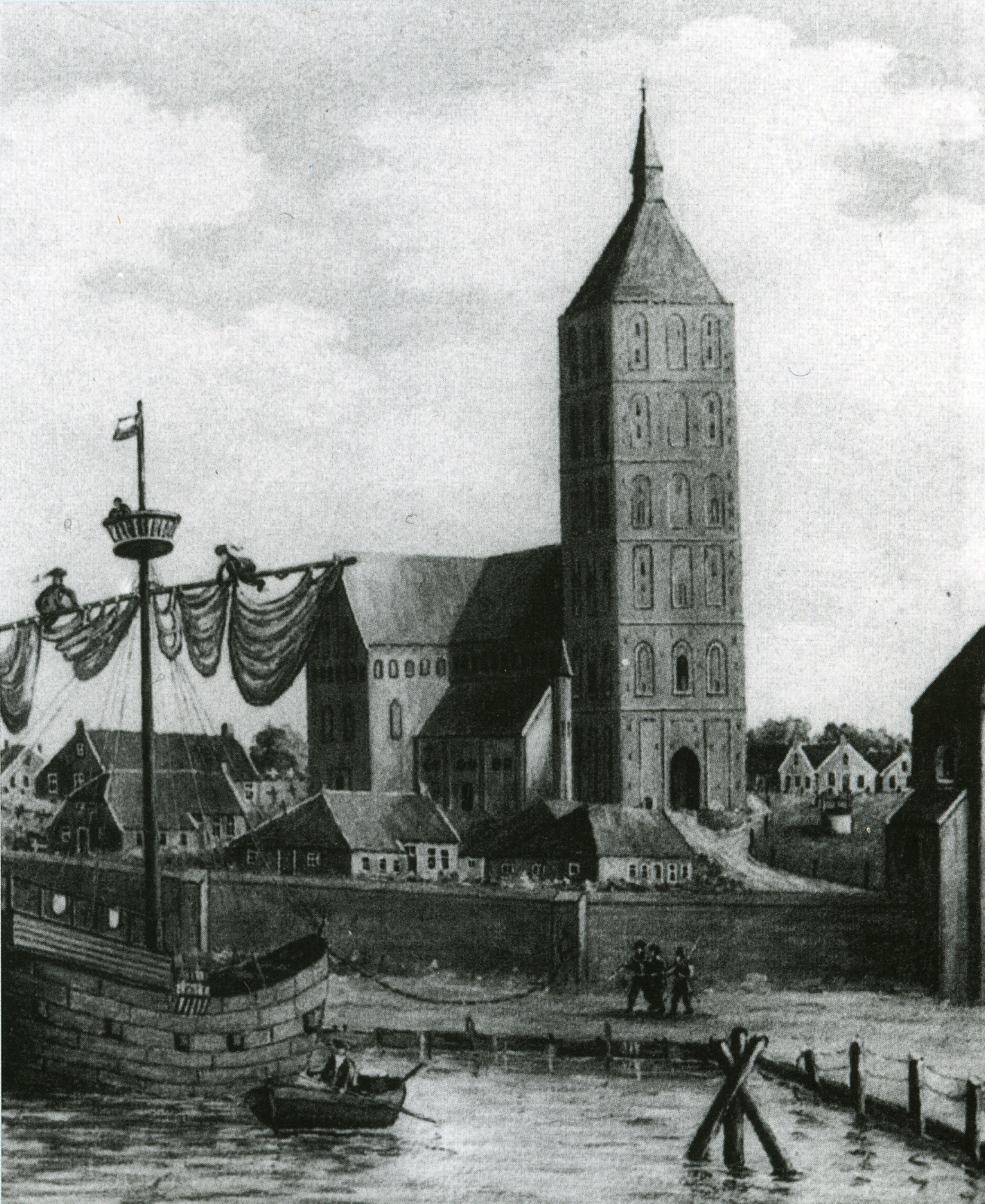
Historisierende Darstellung des mittelalterlichen Hafens

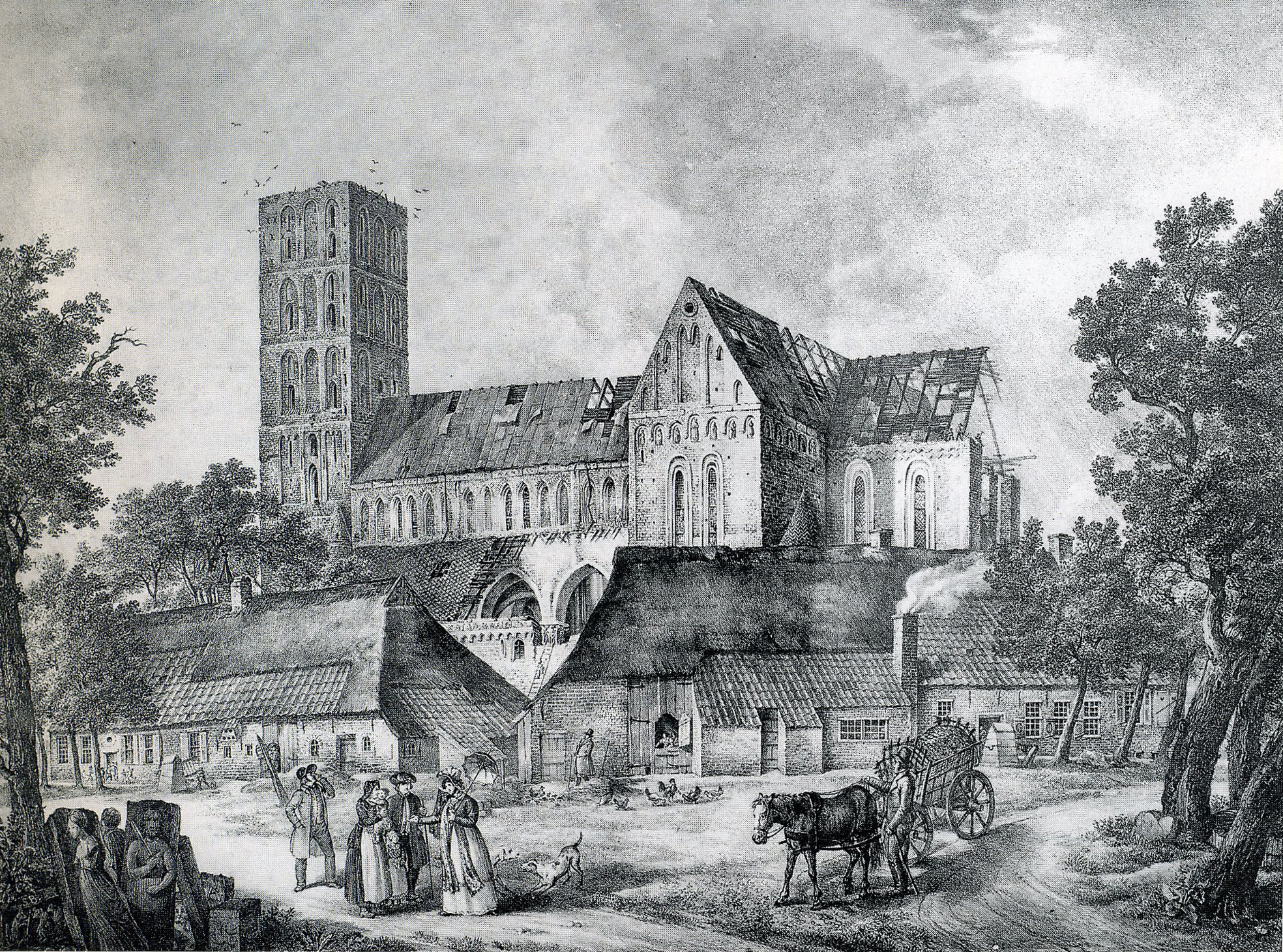
Die Kirche zu Marienhafe während des Abbruchs 1829

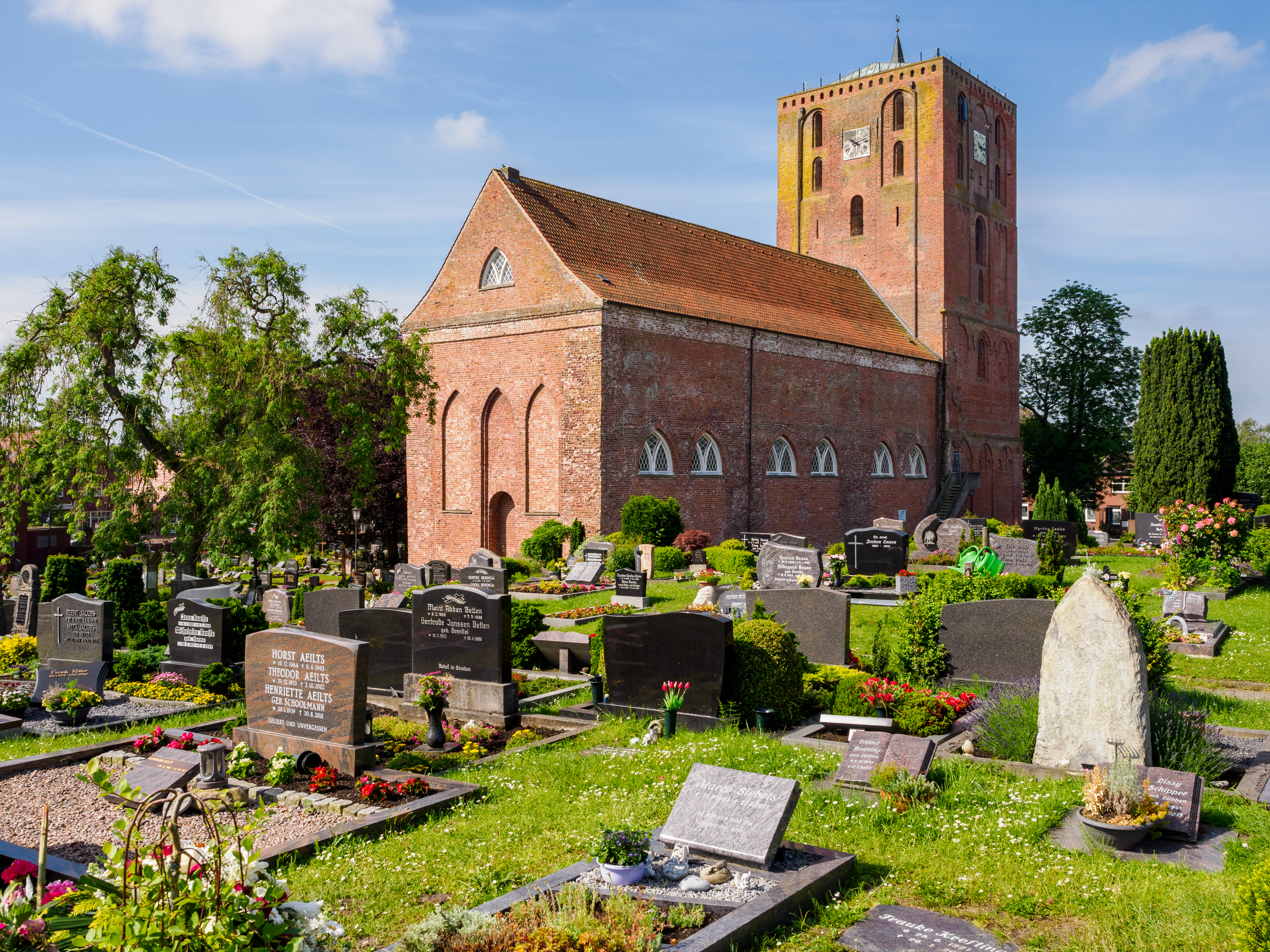
St. Marien-Kirche mit Friedhof

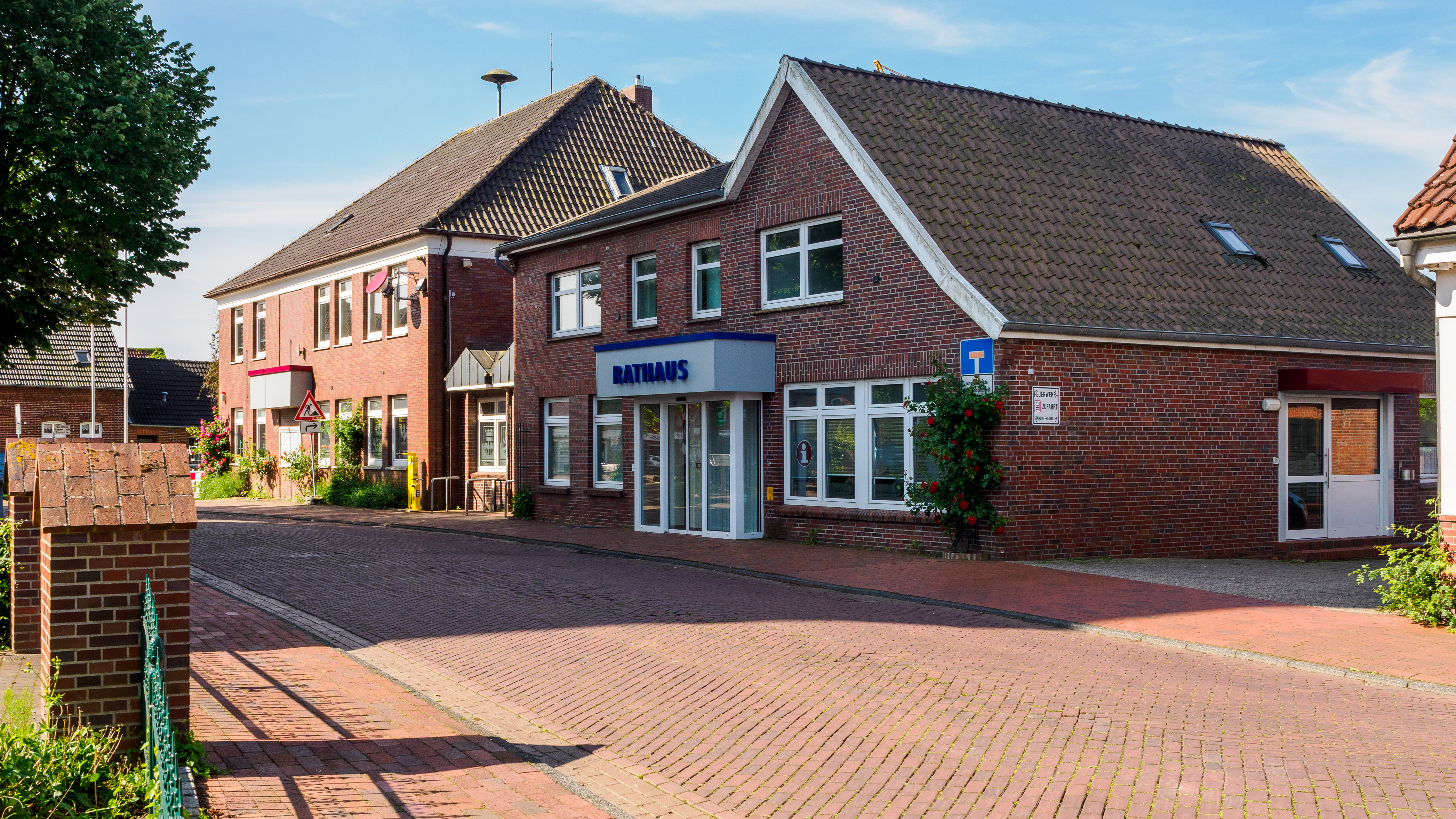
Rathaus der Samtgemeinde

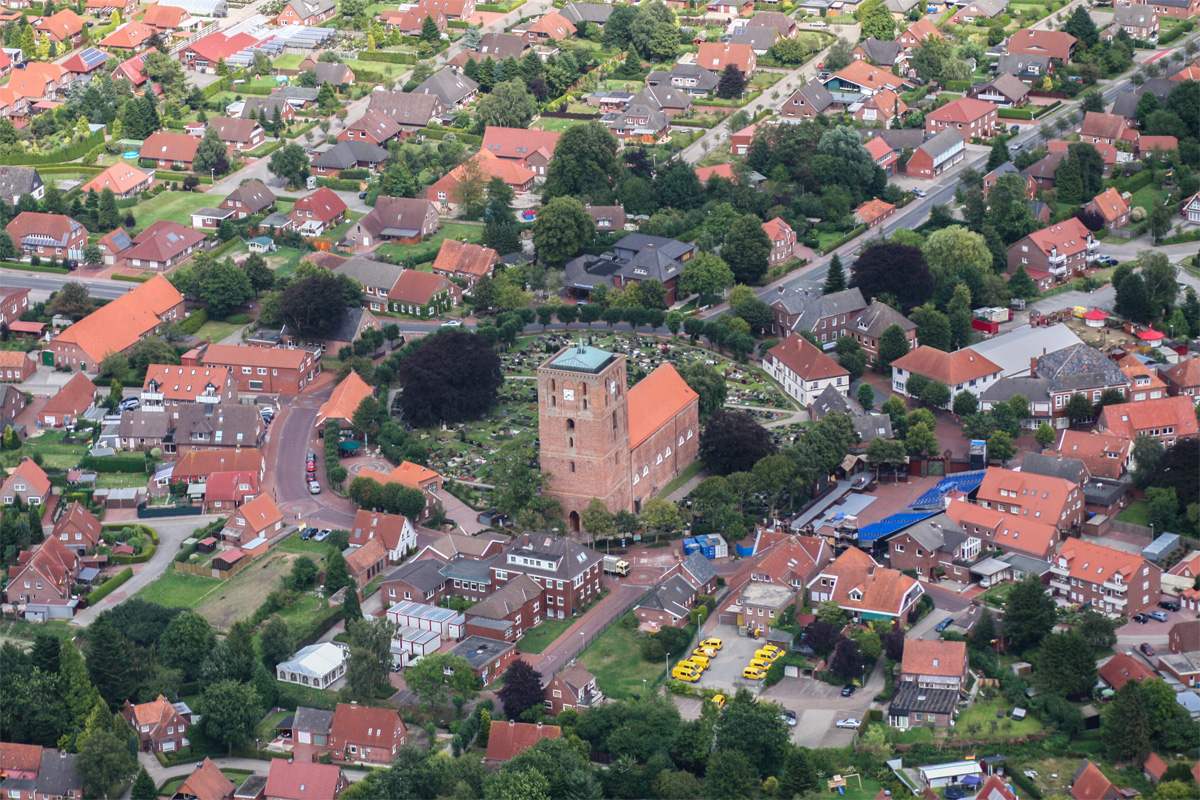
Marienhafe aus der Luft

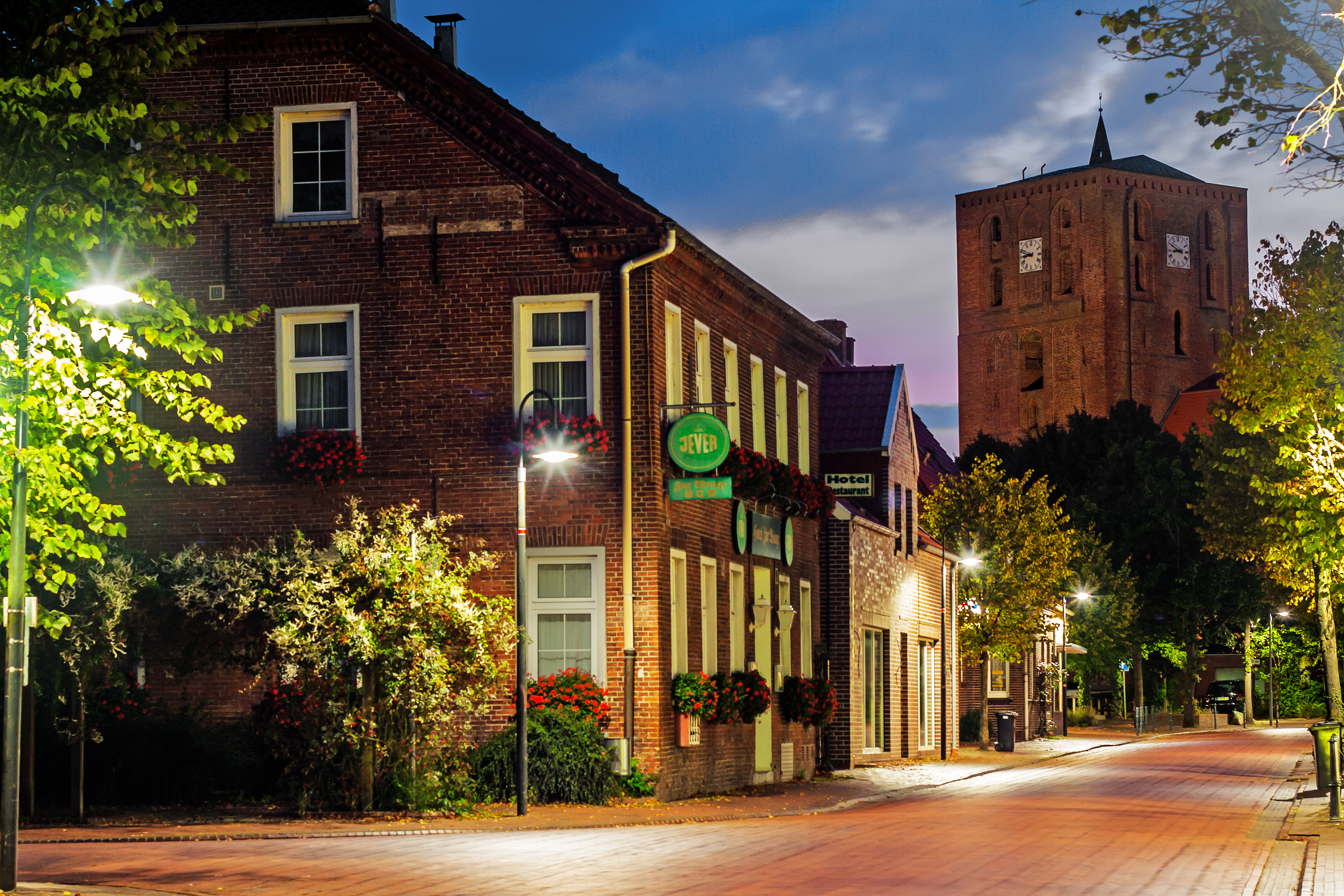
Rosenstraße mit Störtebeke Turm und Hotel zur Waage

Der Flecken Marienhafe ist eine Gemeinde und Verwaltungssitz in der Samtgemeinde Brookmerland im Landkreis Aurich in Ostfriesland. 
Zur Gemeinde gehört der Ortsteil Tjüche nördlich des Ortskerns.

## Geografie
Marienhafe liegt im westlichen Teil der ostfriesischen Halbinsel, rund 20 Kilometer nordöstlich von Emden und 10 Kilometer südöstlich von Norden. Es grenzt im Nordwesten an die Gemeinde Osteel, im Nordosten an die Gemeinde Leezdorf, im Osten an die Gemeinde Rechtsupweg, im Süden an die Gemeinde Upgant-Schott, im Südwesten an die Gemeinde Wirdum. Nahe Marienhafe entspringt die Abelitz, die in das Alte Greetsieler Sieltief einmündet und den Ort mit dem ostfriesischen Wasserstraßennetz verbindet.

## Geschichte
Marienhafe wird erstamsl 1251 als ecclesie der curia sancte Marie (Hof der heiligen Maria) genannt. Aus dem Jahr 1362 ist die Bezeichnung curia Virginis gloriose (Hof der glorreichen Jungfrau) überliefert. Der Ort könnte seinen Ursprung in einem Herrenhof haben, der laut späteren Überlieferungen im frühen 13. Jahrhundert von adligen Besitzern den Prämonstratensern gestiftet wurde.
Die Ortschaft Marienhafe erhielt 1424 aufgrund eines Bremer Schiedsspruches mit dem Namen Marienhoff zu einem Marktflecken erhoben. Als sich um die Mitte des 13. Jahrhunderts das Brookmerland als eigene Landesgemeinde herausbildete, war Marienhafe neben Engerhafe, Victorbur und Aurich einer der vier Wik-Orte, die unter besonderem Schutz standen.
Zum Kirchspiel zählten ebenfalls die benachbarten Ortschaften Upgant, das möglicherweise bereits im Jahr 945 erstmals erwähnt wurde, sowie Schott und Tjüche, deren Existenz jedoch erst ab dem 16. Jahrhundert belegt ist.
Die Ortskirche war wegen des ursprünglich knapp 80 Meter hohen kastenförmigen Turmes und ihrer drei Kirchenschiffe bekannt. Die Wattflächen „Leybucht“ und „Kuipersand“ (vor Marienhafe in der Emsmündung bzw. in deren Übergang zur Nordsee gelegen) beziehen ihren Namen von der alten dreischiffigen Marienhafer Großkirche. Ihr Turm und alle drei Kirchenschiffe waren auf der Nordseite mit Kupfer („Kuiper“ = friesisch-niederländisch für Kupfer) und auf der Südseite mit Schiefer („Ley“=altdeutsch für Schiefer) gedeckt, sodass die Kirche von See her durch den wechselnden Blick auf die Kupfer- und die Schieferseite für Eingeweihte einen Hinweis auf die auch bei Niedrigwasser befahrbar bleibenden Priele und sonstigen Wasserflächen gab. Ohne dieses Sonderwissen waren der Ort und sein tideabhängiger Hafen vom Meer her uneinnehmbar.
Die Bedeutung der Kirche als Seezeichen ging nach dem Ende des Mittelalters durch die Verlagerung der Küstenlinie zurück. Marienhafe liegt heute im Binnenland und hat keinen Hafen mehr. Sowohl der Turm als auch die Schiffe der Kirche wurden deshalb im Hinblick auf die hohen Unterhaltungskosten des Bauwerks im Jahr 1829 drastisch verkleinert. Die Kirche St. Jacobi (ohne deren heutigen spitzen Turmhelm) vermittelt in etwa einen Eindruck der ursprünglichen Größe von Turm und Hauptschiff des Marienhafer Gotteshauses.
Der Seeräuber Klaus Störtebeker soll hier außerdem im ausgehenden 14. Jahrhundert Unterschlupf gefunden haben. Dafür revanchierte er sich beim Kampf der Häuptlinge des Brookmerlandes um die Vorherrschaft in Ostfriesland.
Am 1. Juli 1972 wurde die Gemeinde Tjüche eingegliedert.

## Religion
Die St.-Marien-Kirche war ursprünglich eine dreischiffige Basilika mit Querschiff und sechsgeschossigem Turm. Sie galt früher als größte Kirche Ostfrieslands. 1829 wurde der Bau bis auf das Mittelschiff abgerissen, wobei auch ein 250 Meter langer und aus 124 Einzelbildern bestehender Sandsteinfries, der sich unmittelbar unter dem Dach befand, zerstört wurde. Der nunmehr auf vier Stockwerke reduzierte Turm war einst ein bedeutendes Seezeichen. Noch nahezu vollständig erhalten ist die bedeutende Orgel, die Gerhard von Holy 1713 vollendete.
Das Brookmerland gehörte bis zur Reformation kirchlich zur Diözese Münster. Ursprünglich war es der Propstei Hinte zugeordnet; 1250 trennte der Bischof das Gebiet im Rahmen eines Sühnevertrags von der Propstei ab und unterstellte es seinem Offizial. Eingebunden waren die Kirchgemeinden Blaukirchen (Südwold), Burhafe (um 1500 zum Kloster Ihlow gehörig), Engerhafe, Forlitz, Marienhafe und Wiegboldsbur. Später traten weitere Kirchgemeinden dazu.
Die Neuapostolische Kirche hat ihr Gemeindezentrum an der Kirchstraße.

## Politik

### Gemeinderat und Bürgermeister
Der Rat der Gemeinde Marienhafe besteht aus 13 Ratsfrauen und Ratsherren. Dies ist die festgelegte Anzahl für die Mitgliedsgemeinde einer Samtgemeinde mit einer Einwohnerzahl von 2001 bis zu 3000 Einwohnern. Die 13 Ratsmitglieder werden durch eine Kommunalwahl für jeweils fünf Jahre gewählt. Die aktuelle Amtszeit begann am 1. November 2021 und endet am 31. Oktober 2026.
Die letzte Kommunalwahl vom 12. September 2021 ergab das folgende Ergebnis:
| Partei                            | Anteilige Stimmen | Anzahl Sitze |
| --------------------------------- | ----------------- | ------------ |
| SPD                               | 50,13 %           | 7            |
| Brookmer Wählergemeinschaft (BWG) | 19,34 %           | 2            |
| CDU                               | 14,34 %           | 2            |
| Moin                              | 9,49 %            | 1            |
| Die Grünen                        | 6,70 %            | 1            |

Die Wahlbeteiligung bei der Kommunalwahl 2021 lag mit 54,17 % unter dem niedersächsischen Durchschnitt von 57,1 %. Zum Vergleich: Die Wahlbeteiligung bei der Kommunalwahl 2016 lag bei 51,7 % und bei der vorherigen Kommunalwahl vom 11. September 2011 lag sie bei 49,8 %.
Neuer Bürgermeister ist seit 2021 Johann Tjaden.

### Wappen
| Wappen von Marienhafe | Blasonierung: „Geteilt von Rot und Gold; oben ein wachsender goldener Adler mit goldenen Kronen auf dem Kopf und den beiden Schwingenspitzen; unten ein roter Anker zwischen zwei gestürzten roten Bechern.“ |
| Wappen von Marienhafe | |

Der Regierungspräsident in Aurich genehmigte der Gemeinde am 28. August 1962 das Wappen. Der als Brustbild gezeigte Adler ist dem Wappen des Häuptlingsgeschlechts tom Brok entnommen. Der Anker weist darauf hin, dass Marienhafe im Mittelalter Zufluchtsort für die Vitalienbrüder war. Die beiden Becher sollen an deren Anführer Klaus Störtebeker erinnern, der zwei umgestürzte Becher im Wappen geführt haben soll.

### Gemeindepartnerschaften
Marienhafe unterhält eine Partnerschaft mit dem britischen Melksham, einer kleinen Handelsstadt (23.000 Einwohner) an den Ufern des Avon im Westen von Wiltshire. Die Partnerschaft wird vornehmlich von Privatpersonen gepflegt. Sie wurde 1989 begründet.

## Kultur und Sehenswürdigkeiten
Auf dem Marktplatz südlich der Kirche steht ein Denkmal, das an den Piraten Klaus Störtebeker erinnert. Die Bronzeskulptur wurde vom Leeraner Bildhauer Karl-Ludwig Böke nach der Störtebeker-Radierung von Daniel Hopfer entworfen und am 27. Juni 1992 eingeweiht. Rund um die Kirche befindet sich der örtliche Friedhof. Ein Museum zeigt die Baugeschichte der Kirche.

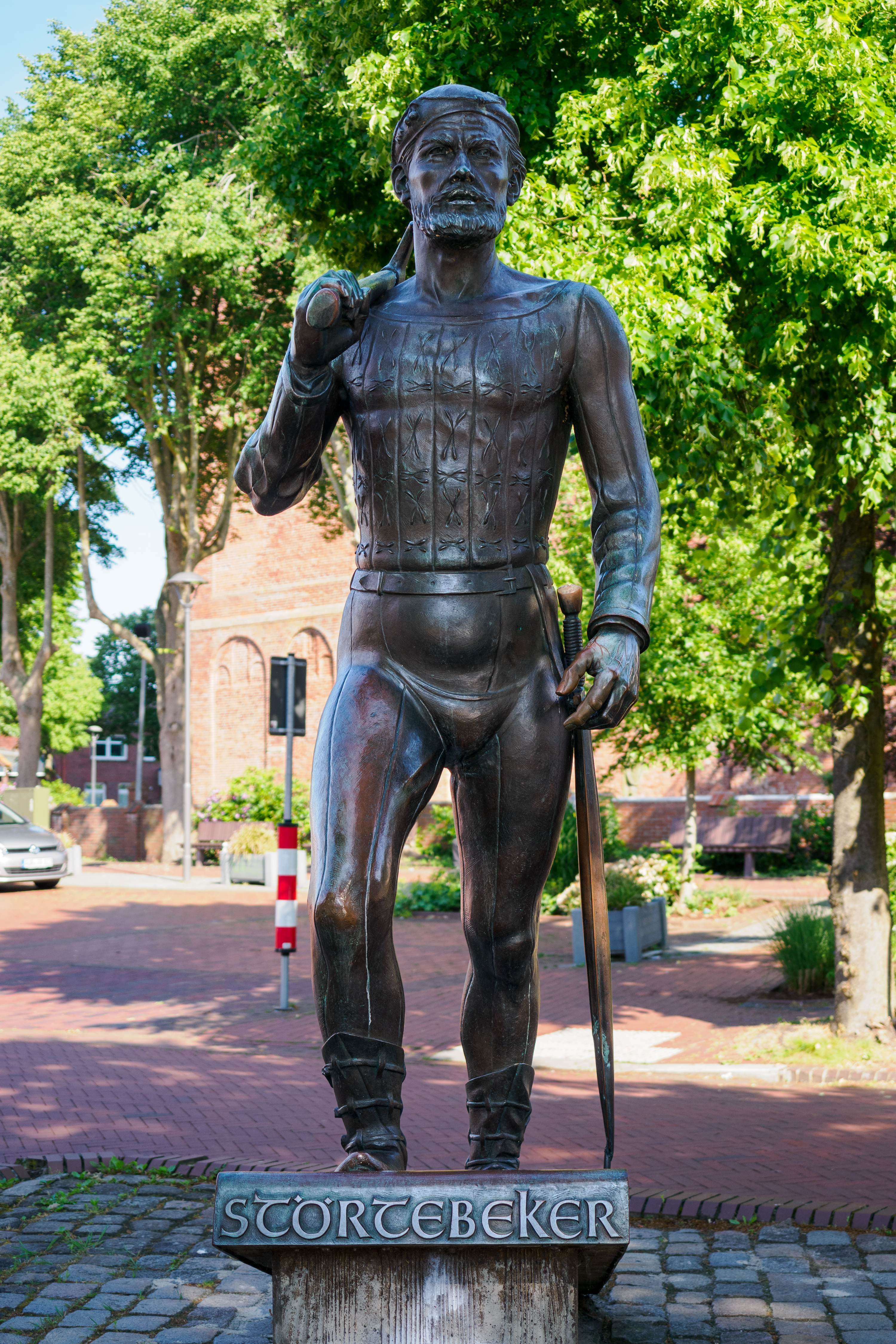
Störtebeker-Denkmal

Marienhafe besteht hauptsächlich aus einem geschlossenen Wohngebiet, im Ortskern gibt es kleinere Geschäfte und Gaststätten. Durch die dichte Bebauung ist Marienhafe mit den Nachbarorten Osteel und Upgant-Schott zusammengeschmolzen, die ebenfalls zur Samtgemeinde Brookmerland gehören.
Seit dem 4. Juli 1999 ist Marienhafe mit dem Eintrag „Stadt mit der längsten Teetafel der Welt“ im Guinness-Buch der Rekorde vertreten. An dem Tag versammelten sich über 3000 Menschen im Ortskern, um an der 620 Meter langen Tafel Platz zu nehmen und die ostfriesische Teezeremonie zu vollziehen. Die nahe gelegene Stadt Norden versuchte später den Rekord zu brechen, scheiterte jedoch mit diesem Vorhaben. Aus Anlass des zehnjährigen Jubiläums des Rekordes stellen die Marienhafer einen weiteren Guinness-Buch-Weltrekord auf, bei dem sich 1878 Menschen als Piraten verkleideten. Damit wurde der vorherige Piratenweltrekord vom Heidepark Soltau mit 1140 Piraten übertroffen.

### Regelmäßige Veranstaltungen
Bis 2014 fanden alle drei Jahre im Sommer für dreieinhalb Wochen die sogenannten Störtebeker-Freilichtspiele in plattdeutscher Sprache statt. Hierbei wird der Marktplatz für mehrere Wochen mittelalterlich umgestaltet. Die Spiele werden von der Arbeitsgemeinschaft Ostfriesisches Volkstheater e. V. geleitet. Die inhaltlichen Handlungen verändern sich mit jedem neuen Spieljahr.
Ein weiterer Höhepunkt im Gemeindeleben ist das alljährliche Störtebeker Straßenfest. Dieses findet in jedem Jahr am ersten Sonnabend des Monats Juni statt. Auf der Einkaufsstraße und rund um den Marktplatz bieten zahlreiche ortsansässige Vereine selbst hergestellte Waren und Spiele an. Abends gibt es ein Musikprogramm mit mehreren Live-Bands.

### Sport
Überregional bekannt sind die Kempa Brookmerland-Meisterschaften. Das Handballturnier wird seit 1986 von der Handballabteilung des TuRa Marienhafe 46 e. V. jeweils am Jahresende in der Kurt-Knippelmeyer-Halle ausgerichtet. An dem Turnier können nicht nur Vereinsmannschaften, sondern auch Freizeitmannschaften teilnehmen. Bei der 24. Auflage des Turniers im Jahr 2009 konnte mit 101 Mannschaften und 1182 Spielern die bisher höchste Teilnahme verzeichnet werden. Den Abschluss des Turniers bildet ein Zeltfest vor der Kurt-Knippelmeyer-Halle.

## Wirtschaft und Infrastruktur

### Wirtschaft
Als Zentrum der Samtgemeinde Brookmerland verfügt Marienhafe im Ortskern über alle Einrichtungen, die den täglichen Bedarf befriedigen. Darüber hinaus gibt es einige Fachgeschäfte sowie Einrichtungen der Hotellerie und Gastronomie.

### Verkehr

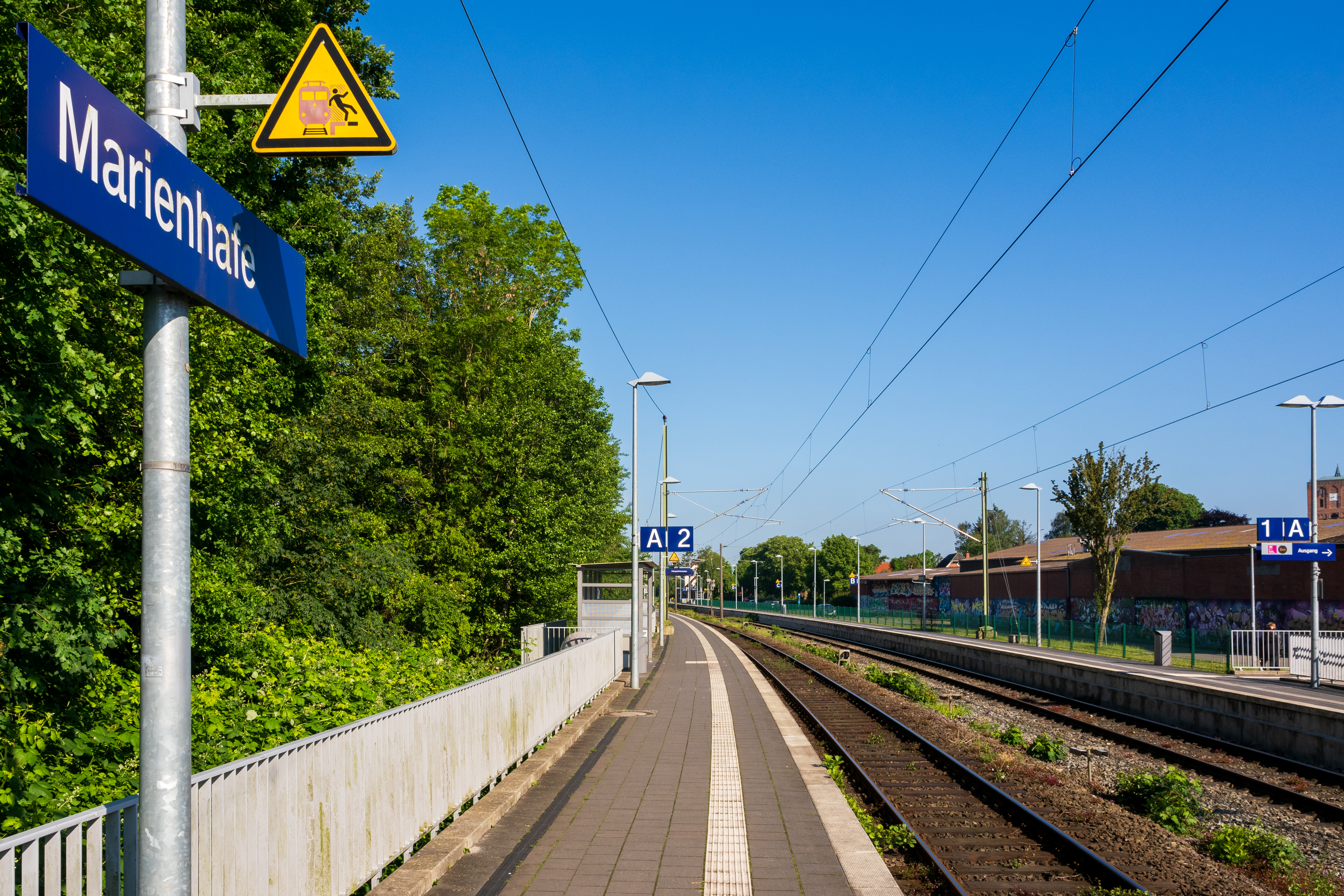
Bahnhof Marienhafe

Die Gemeinde liegt an der Bundesstraße 72 zwischen der alten Kreisstadt Norden und Georgsheil; außerdem an der Landesstraße 26 von Osterupgant (im Osten vom Marienhafe) nach Wirdum. Zudem gibt es in Marienhafe einen Bahnhof an der Bahnstrecke Rheine–Norddeich Mole zwischen Emden und Norddeich Mole. Seit dem 15. Dezember 2013 ist Marienhafe, das zuvor als einziger Bahnhof zwischen Oldenburg und Norddeich nur vom Nahverkehr bedient wurde, ein Fernverkehrshalt. Angefahren wird er von den Intercitys Norddeich Mole – Leipzig (/Cottbus) sowie dem Regionalexpress Norddeich Mole–Oldenburg–Hannover, die Intercitys Norddeich Mole–Köln–Koblenz (–Stuttgart) fahren ohne Halt durch.
Zwischen Norddeich und Bremen sind die IC zum Nahverkehrstarif nutzbar.

### Bildung
Die Samtgemeinde Brookmerland und die Gemeinde Südbrookmerland betreiben seit dem Schuljahr 2016/17 mit der „IGS Marienhafe-Moorhusen“ eine gemeinsame Integrierte Gesamtschule an zwei Standorten. Dabei werden die Jahrgänge 5–8 am Standort Moorhusen und die Jahrgänge 9–13 in Marienhafe beschult. Im Sommer 2015 erhielt die Schule eine gymnasiale Oberstufe. Die IGS Marienhafe (offizieller Name 2009–2016) entwickelte sich ab 2009 aus dem Schulzentrum Brookmerland, das eine Haupt-, Real- und eine Förderschule umfasste.

## Persönlichkeiten
- Wilhelm Schomerus (* 1864 in Marienhafe; † 1943 in Aurich), lutherischer Theologe, Generalsuperintendent von Aurich
- Hilko Wiardo Schomerus (* 1879 in Marienhafe; † 1945 in Halle/Saale), ev. Theologe, Missions- und Religionswissenschaftler, Indologe
- Georg Peters (* 1908 in Marienhafe; † 1992 in Norden), Politiker
- Hans-Werner Pickel (* 1948 in Wilhelmshaven; † 2014 in Marienhafe), SPD-Politiker